# Эластика Эйлера
Леонард Эйлер в XVIII веке впервые поставил и решил задачу о гибком стержне, сжатом осевой силой. Оказалось, что наряду с начальной (неискривлённой) формой равновесия стержня при определённом значении сжимающего усилия существует и искривлённая форма равновесия. Соответствующее значение усилия названо критической силой по Эйлеру (или эйлеровой силой; не путать с эйлеровой силой инерции). А искривлённую форму, которую принимает стержень в момент потери устойчивости (прямолинейной формы равновесия) называют эластикой Эйлера. В первом приближении, (когда перемещения стержня можно считать малыми и материал стержня идеально упругий) для шарнирно закреплённого в обоих концах стержня, эластика Эйлера — это просто синусоида вида {\displaystyle A\sin {\frac {\pi x}{L}}}, причём A — постоянная, x — осевая координата (вдоль длины стержня), L — длина стержня.